# Aerosmith/Diskografie
Diese Diskografie ist eine Übersicht über die musikalischen Werke der US-amerikanischen Rock-Musikgruppe Aerosmith. Den Quellenangaben zufolge verkaufte sie bisher mehr als 150 Millionen Tonträger. Ihre erfolgreichste Veröffentlichung ist das elfte Studioalbum Get a Grip mit über 20 Millionen verkauften Einheiten.

## Alben

### Studioalben
| Jahr | Titel Musiklabel                                      | Höchstplatzierung, Gesamtwochen, AuszeichnungChartplatzierungen (Jahr, Titel, Musiklabel, Platzierungen, Wochen, Auszeichnungen, Anmerkungen) | Höchstplatzierung, Gesamtwochen, AuszeichnungChartplatzierungen (Jahr, Titel, Musiklabel, Platzierungen, Wochen, Auszeichnungen, Anmerkungen) | Höchstplatzierung, Gesamtwochen, AuszeichnungChartplatzierungen (Jahr, Titel, Musiklabel, Platzierungen, Wochen, Auszeichnungen, Anmerkungen) | Höchstplatzierung, Gesamtwochen, AuszeichnungChartplatzierungen (Jahr, Titel, Musiklabel, Platzierungen, Wochen, Auszeichnungen, Anmerkungen) | Höchstplatzierung, Gesamtwochen, AuszeichnungChartplatzierungen (Jahr, Titel, Musiklabel, Platzierungen, Wochen, Auszeichnungen, Anmerkungen) | Anmerkungen                                                    |
| Jahr | Titel Musiklabel                                      | DE | AT | CH | UK | US | Anmerkungen                                                    |
| ---- | ----------------------------------------------------- | --- | --- | --- | --- | --- | -------------------------------------------------------------- |
| 1973 | Aerosmith Columbia Records (CBS)                      | — | — | — | — | US21 ×2Doppelplatin · (59 Wo.)US | Erstveröffentlichung: 5. Januar 1973 Verkäufe: + 2.100.000     |
| 1974 | Get Your Wings Columbia Records (CBS)                 | — | — | — | — | US74 ×3Dreifachplatin · (86 Wo.)US | Erstveröffentlichung: 15. März 1974 Verkäufe: + 3.100.000      |
| 1975 | Toys in the Attic Columbia Records (CBS)              | — | — | — | — | US11 ×9Neunfachplatin · (128 Wo.)US | Erstveröffentlichung: 8. April 1975 Verkäufe: + 9.100.000      |
| 1976 | Rocks Columbia Records (CBS)                          | — | — | — | — | US3 ×4Vierfachplatin · (53 Wo.)US | Erstveröffentlichung: 3. Mai 1976 Verkäufe: + 4.100.000        |
| 1977 | Draw the Line Columbia Records (CBS)                  | — | — | — | — | US11 ×2Doppelplatin · (20 Wo.)US | Erstveröffentlichung: 1. Dezember 1977 Verkäufe: + 2.050.000   |
| 1979 | Night in the Ruts Columbia Records (CBS)              | — | — | — | — | US14 Platin · (19 Wo.)US | Erstveröffentlichung: 16. November 1979 Verkäufe: + 1.050.000  |
| 1982 | Rock in a Hard Place Columbia Records (CBS)           | — | — | — | — | US32 Gold · (19 Wo.)US | Erstveröffentlichung: 27. August 1982 Verkäufe: + 500.000      |
| 1985 | Done with Mirrors Geffen Records (WEA)                | — | — | — | — | US36 Gold · (28 Wo.)US | Erstveröffentlichung: 4. November 1985 Verkäufe: + 500.000     |
| 1987 | Permanent Vacation Geffen Records (WEA)               | — | — | — | UK37 Gold · (14 Wo.)UK | US11 ×5Fünffachplatin · (68 Wo.)US | Erstveröffentlichung: 25. März 1987 Verkäufe: + 5.700.000      |
| 1989 | Pump Geffen Records (WEA)                             | DE13 Gold · (16 Wo.)DE | — | CH9 (7 Wo.)CH | UK3 Gold · (34 Wo.)UK | US5 ×7Siebenfachplatin · (110 Wo.)US | Erstveröffentlichung: 11. September 1989 Verkäufe: + 8.210.000 |
| 1993 | Get a Grip Geffen Records (UMG)                       | DE3 Platin · (94 Wo.)DE | AT3 Platin · (63 Wo.)AT | CH1 Gold · (64 Wo.)CH | UK2 Platin · (46 Wo.)UK | US1 ×7Siebenfachplatin · (92 Wo.)US | Erstveröffentlichung: 19. April 1993 Verkäufe: + 20.000.000    |
| 1997 | Nine Lives Columbia Records (Sony)                    | DE3 Gold · (30 Wo.)DE | AT2 Gold · (16 Wo.)AT | CH3 Platin · (18 Wo.)CH | UK4 Gold · (18 Wo.)UK | US1 ×2Doppelplatin · (77 Wo.)US | Erstveröffentlichung: 12. März 1997 Verkäufe: + 4.210.000      |
| 2001 | Just Push Play Columbia Records (Sony)                | DE6 (10 Wo.)DE | AT7 (10 Wo.)AT | CH3 Gold · (11 Wo.)CH | UK7 Silber · (6 Wo.)UK | US2 Platin · (27 Wo.)US | Erstveröffentlichung: 6. März 2001 Verkäufe: + 1.550.000       |
| 2004 | Honkin’ on Bobo Columbia Records (Sony)               | DE32 (8 Wo.)DE | AT22 (5 Wo.)AT | CH17 (8 Wo.)CH | UK28 (4 Wo.)UK | US5 Gold · (15 Wo.)US | Erstveröffentlichung: 30. März 2004 Verkäufe: + 600.000        |
| 2012 | Music from Another Dimension! Columbia Records (Sony) | DE7 (4 Wo.)DE | AT12 (3 Wo.)AT | CH5 (4 Wo.)CH | UK14 (3 Wo.)UK | US5 (9 Wo.)US | Erstveröffentlichung: 6. November 2012 Verkäufe: + 40.000      |

grau schraffiert: keine Chartdaten aus diesem Jahr verfügbar

### Livealben
| Jahr | Titel Musiklabel                              | Höchstplatzierung, Gesamtwochen, AuszeichnungChartplatzierungen (Jahr, Titel, Musiklabel, Platzierungen, Wochen, Auszeichnungen, Anmerkungen) | Höchstplatzierung, Gesamtwochen, AuszeichnungChartplatzierungen (Jahr, Titel, Musiklabel, Platzierungen, Wochen, Auszeichnungen, Anmerkungen) | Höchstplatzierung, Gesamtwochen, AuszeichnungChartplatzierungen (Jahr, Titel, Musiklabel, Platzierungen, Wochen, Auszeichnungen, Anmerkungen) | Höchstplatzierung, Gesamtwochen, AuszeichnungChartplatzierungen (Jahr, Titel, Musiklabel, Platzierungen, Wochen, Auszeichnungen, Anmerkungen) | Höchstplatzierung, Gesamtwochen, AuszeichnungChartplatzierungen (Jahr, Titel, Musiklabel, Platzierungen, Wochen, Auszeichnungen, Anmerkungen) | Anmerkungen                                                  |
| Jahr | Titel Musiklabel                              | DE | AT | CH | UK | US | Anmerkungen                                                  |
| ---- | --------------------------------------------- | --- | --- | --- | --- | --- | ------------------------------------------------------------ |
| 1978 | Live! Bootleg Columbia Records (CBS)          | — | — | — | — | US13 Platin · (22 Wo.)US | Erstveröffentlichung: 27. Oktober 1978 Verkäufe: + 1.050.000 |
| 1986 | Classics Live! Columbia Records (CBS)         | — | — | — | — | US84 Platin · (12 Wo.)US | Erstveröffentlichung: 7. April 1986 Verkäufe: + 1.000.000    |
| 1987 | Classics Live! Vol.2 Columbia Records (CBS)   | — | — | — | — | US— GoldUS | Erstveröffentlichung: 1. Juni 1987 Verkäufe: + 500.000       |
| 1998 | A Little South of Sanity Geffen Records (UMG) | DE21 (4 Wo.)DE | AT37 (2 Wo.)AT | CH24 (7 Wo.)CH | UK36 Gold · (3 Wo.)UK | US12 Platin · (20 Wo.)US | Erstveröffentlichung: 20. Oktober 1998 Verkäufe: + 1.430.000 |
| 2005 | Rockin’ the Joint Columbia Records (Sony)     | — | — | CH97 (1 Wo.)CH | — | US24 (4 Wo.)US | Erstveröffentlichung: 25. Oktober 2005 Verkäufe: + 750.000   |
| 2015 | Rocks Donington 2014 Eagle Vision (UMG)       | DE40 (1 Wo.)DE | — | CH85 (1 Wo.)CH | — | — | Erstveröffentlichung: 4. September 2015                      |
| 2021 | 1971: The Road Starts Hear UMe (UMG)          | — | — | CH72 (1 Wo.)CH | — | US91 (1 Wo.)US | Erstveröffentlichung: 26. November 2021                      |

grau schraffiert: keine Chartdaten aus diesem Jahr verfügbar

### Kompilationen
| Jahr | Titel Musiklabel                                                                    | Höchstplatzierung, Gesamtwochen, AuszeichnungChartplatzierungen (Jahr, Titel, Musiklabel, Platzierungen, Wochen, Auszeichnungen, Anmerkungen) | Höchstplatzierung, Gesamtwochen, AuszeichnungChartplatzierungen (Jahr, Titel, Musiklabel, Platzierungen, Wochen, Auszeichnungen, Anmerkungen) | Höchstplatzierung, Gesamtwochen, AuszeichnungChartplatzierungen (Jahr, Titel, Musiklabel, Platzierungen, Wochen, Auszeichnungen, Anmerkungen) | Höchstplatzierung, Gesamtwochen, AuszeichnungChartplatzierungen (Jahr, Titel, Musiklabel, Platzierungen, Wochen, Auszeichnungen, Anmerkungen) | Höchstplatzierung, Gesamtwochen, AuszeichnungChartplatzierungen (Jahr, Titel, Musiklabel, Platzierungen, Wochen, Auszeichnungen, Anmerkungen) | Anmerkungen                                                       |
| Jahr | Titel Musiklabel                                                                    | DE | AT | CH | UK | US | Anmerkungen                                                       |
| ---- | ----------------------------------------------------------------------------------- | --- | --- | --- | --- | --- | ----------------------------------------------------------------- |
| 1980 | Aerosmith’s Greatest Hits Columbia Records (CBS)                                    | — | — | — | — | US43 ×2Diamant + Doppelplatin · (66 Wo.)US | Erstveröffentlichung: Oktober 1980 Verkäufe: + 12.207.500         |
| 1988 | Gems Columbia Records (CBS)                                                         | — | — | — | — | US133 Gold · (11 Wo.)US | Erstveröffentlichung: 15. November 1988 Verkäufe: + 500.000       |
| 1991 | Pandora’s Box Columbia Records (Sony)                                               | — | — | — | — | US45 Platin · (9 Wo.)US | Erstveröffentlichung: 19. November 1991 Verkäufe: + 1.000.000     |
| 1994 | Big Ones Geffen Records (UMG)                                                       | DE5 Gold · (58 Wo.)DE | AT4 Gold · (16 Wo.)AT | CH6 (19 Wo.)CH | UK7 Platin · (27 Wo.)UK | US6 ×4Vierfachplatin · (48 Wo.)US | Erstveröffentlichung: 1. November 1994 Verkäufe: + 6.445.000      |
| 1994 | Pandora’s Toys Columbia Records (Sony)                                              | DE52 (10 Wo.)DE | AT14 (9 Wo.)AT | CH21 (9 Wo.)CH | — | — | Erstveröffentlichung: 8. Juni 1994                                |
| 1997 | Made in America Columbia Records (Sony)                                             | — | — | — | — | — | Erstveröffentlichung: März 1997                                   |
| 1997 | Greatest Hits 1973–1988 Columbia Records (Sony)                                     | — | — | — | UK— SilberUK | — | Erstveröffentlichung: 14. April 1997 Verkäufe: + 60.000           |
| 2001 | Young Lust: The Aerosmith Anthology auch bekannt als: Gold Geffen Records (UMG)     | DE78 (3 Wo.)DE | — | — | UK32 Platin · (17 Wo.)UK | US191 Gold · (1 Wo.)US | Erstveröffentlichung: 20. November 2001 Verkäufe: + 807.500       |
| 2002 | O, Yeah! Ultimate Aerosmith Hits Columbia Records (Sony)                            | — | — | CH90 (2 Wo.)CH | UK6 Gold · (8 Wo.)UK | US4 ×3Dreifachplatin · (32 Wo.)US | Erstveröffentlichung: 1. Juli 2002 Verkäufe: + 3.300.000          |
| 2006 | Devil’s Got a New Disguise – The Very Best of Aerosmith Columbia Records (Sony BMG) | DE80 (2 Wo.)DE | AT75 (1 Wo.)AT | CH30 (5 Wo.)CH | UK19 Platin · (22 Wo.)UK | US33 (44 Wo.)US | Erstveröffentlichung: 17. Oktober 2006 Verkäufe: + 430.000        |
| 2007 | Collections Columbia Records (Sony BMG)                                             | — | — | — | — | — | Erstveröffentlichung: 15. Juni 2007                               |
| 2011 | Tough Love – Best of the Ballads Geffen Records (UMG)                               | — | — | CH87 (1 Wo.)CH | UK42 (2 Wo.)UK | US109 (2 Wo.)US | Erstveröffentlichung: 13. Mai 2011                                |
| 2011 | The Essential Columbia Records (Sony)                                               | — | — | CH86 (1 Wo.)CH | UK— GoldUK | — | Erstveröffentlichung: 7. Oktober 2011 Charteintritt: 9. Juli 2017 |
| 2023 | Greatest Hits UMe (UMG) • Columbia Records (Sony)                                   | DE14 (2 Wo.)DE | AT49 (1 Wo.)AT | CH8 (2 Wo.)CH | UK49 (1 Wo.)UK | US36 (15 Wo.)US | Erstveröffentlichung: 18. August 2023                             |

grau schraffiert: keine Chartdaten aus diesem Jahr verfügbar

## Singles

### Als Leadmusiker
| Jahr                                                                                                 | Titel Album                                                                       | Höchstplatzierung, Gesamtwochen, AuszeichnungChartplatzierungen (Jahr, Titel, Album, Platzierungen, Wochen, Auszeichnungen, Anmerkungen) | Höchstplatzierung, Gesamtwochen, AuszeichnungChartplatzierungen (Jahr, Titel, Album, Platzierungen, Wochen, Auszeichnungen, Anmerkungen) | Höchstplatzierung, Gesamtwochen, AuszeichnungChartplatzierungen (Jahr, Titel, Album, Platzierungen, Wochen, Auszeichnungen, Anmerkungen) | Höchstplatzierung, Gesamtwochen, AuszeichnungChartplatzierungen (Jahr, Titel, Album, Platzierungen, Wochen, Auszeichnungen, Anmerkungen) | Höchstplatzierung, Gesamtwochen, AuszeichnungChartplatzierungen (Jahr, Titel, Album, Platzierungen, Wochen, Auszeichnungen, Anmerkungen) | Höchstplatzierung, Gesamtwochen, AuszeichnungChartplatzierungen (Jahr, Titel, Album, Platzierungen, Wochen, Auszeichnungen, Anmerkungen) | Anmerkungen                                                         |
| Jahr                                                                                                 | Titel Album                                                                       | DE | AT | CH | UK | US | Rock | Anmerkungen                                                         |
| --- | --------------------------------------------------------------------------------- | --- | --- | --- | --- | --- | --- | ------------------------------------------------------------------- |
| 1973                                                                                                 | Dream On Aerosmith                                                                | DE— a GoldDE | — | — | UK— PlatinUK | US6 ×4Vierfachplatin · (29 Wo.)US | — | Erstveröffentlichung: 27. Juni 1973 Verkäufe: + 5.065.000           |
| 1974                                                                                                 | Same Old Song and Dance Get Your Wings                                            | — | — | — | — | — | — | Erstveröffentlichung: 19. März 1974                                 |
| 1974                                                                                                 | Train Kept A-Rollin’ Get Your Wings                                               | — | — | — | — | — | — | Erstveröffentlichung: 24. Oktober 1974                              |
| 1975                                                                                                 | S.O.S. (Too Bad) Get Your Wings                                                   | — | — | — | — | — | — | Erstveröffentlichung: 20. Februar 1975                              |
| 1975                                                                                                 | Sweet Emotion Toys in the Attic                                                   | — | — | — | UK74 Silber · (1 Wo.)UK | US36 ×3Dreifachplatin · (8 Wo.)US | Rock36* (17 Wo.)Rock | Erstveröffentlichung: 19. Mai 1975 *Re-Issue; Verkäufe: + 3.230.000 |
| 1975                                                                                                 | Toys in the Attic                                                                 | — | — | — | — | — | — | Erstveröffentlichung: Juli 1975                                     |
| 1975                                                                                                 | Walk This Way Toys in the Attic                                                   | — | — | — | UK— GoldUK | US10 ×2Doppelplatin · (17 Wo.)US | — | Erstveröffentlichung: 28. August 1975 Verkäufe: + 2.770.000         |
| 1975                                                                                                 | You See Me Crying Toys in the Attic                                               | — | — | — | — | — | — | Erstveröffentlichung: 11. November 1975                             |
| 1976                                                                                                 | Last Child Rocks                                                                  | — | — | — | — | US21 (21 Wo.)US | — | Erstveröffentlichung: 27. Mai 1976                                  |
| 1976                                                                                                 | Home Tonight Rocks                                                                | — | — | — | — | US71 (4 Wo.)US | — | Erstveröffentlichung: 27. August 1976                               |
| 1977                                                                                                 | Back in the Saddle Rocks                                                          | — | — | — | — | US38 (8 Wo.)US | — | Erstveröffentlichung: 22. März 1977                                 |
| 1977                                                                                                 | Draw the Line                                                                     | — | — | — | — | US42 (11 Wo.)US | — | Erstveröffentlichung: 6. Oktober 1977                               |
| 1978                                                                                                 | Kings and Queens Draw the Line                                                    | — | — | — | — | US70 (5 Wo.)US | — | Erstveröffentlichung: 21. Februar 1978                              |
| 1978                                                                                                 | Get it Up Draw the Line                                                           | — | — | — | — | — | — | Erstveröffentlichung: 6. April 1978                                 |
| 1978                                                                                                 | Come Together Sgt. Pepper’s Lonely Hearts Club Band (Soundtrack)                  | — | — | — | — | US23 (12 Wo.)US | — | Erstveröffentlichung: 31. Juli 1978                                 |
| 1978                                                                                                 | Chip Away the Stone Live! Bootleg                                                 | — | — | — | — | US77 (3 Wo.)US | Rock13* (12 Wo.)Rock | Erstveröffentlichung: Dezember 1978 *Re-Issue                       |
| 1979                                                                                                 | Remember (Walking in the Sand) Night in the Ruts                                  | — | — | — | — | US67 (6 Wo.)US | — | Erstveröffentlichung: 11. Dezember 1979                             |
| 1985                                                                                                 | Let the Music Do the Talking Done with Mirrors                                    | — | — | — | — | — | Rock18 (10 Wo.)Rock | Erstveröffentlichung: 21. Dezember 1985                             |
| 1985                                                                                                 | Shela Done with Mirrors                                                           | — | — | — | — | — | Rock20 (10 Wo.)Rock | Erstveröffentlichung: 1985                                          |
| 1987                                                                                                 | Dude (Looks Like a Lady) Permanent Vacation                                       | — | — | — | UK20 Gold · (10 Wo.)UK | US14 (20 Wo.)US | Rock4 (10 Wo.)Rock | Erstveröffentlichung: 1. September 1987 Verkäufe: + 415.000         |
| 1988                                                                                                 | Angel Permanent Vacation                                                          | — | — | — | UK69 (3 Wo.)UK | US3 (24 Wo.)US | Rock2 (14 Wo.)Rock | Erstveröffentlichung: 25. Januar 1988                               |
| 1988                                                                                                 | Rag Doll Permanent Vacation                                                       | — | — | — | UK42 (4 Wo.)UK | US17 (17 Wo.)US | Rock12 (18 Wo.)Rock | Erstveröffentlichung: 3. Mai 1988                                   |
| 1989                                                                                                 | Love in an Elevator Pump                                                          | — | — | — | UK13 (8 Wo.)UK | US5 Gold · (16 Wo.)US | Rock1 (11 Wo.)Rock | Erstveröffentlichung: 15. August 1989 Verkäufe: + 500.000           |
| 1989                                                                                                 | Janie’s Got a Gun Pump                                                            | — | — | — | UK76 (3 Wo.)UK | US4 (18 Wo.)US | Rock2 (18 Wo.)Rock | Erstveröffentlichung: 8. November 1989 Verkäufe: + 70.000           |
| 1990                                                                                                 | What It Takes Pump                                                                | — | — | — | — | US9 (17 Wo.)US | Rock1 (19 Wo.)Rock | Erstveröffentlichung: 26. Februar 1990                              |
| 1990                                                                                                 | The Other Side Pump                                                               | — | — | — | UK46 (3 Wo.)UK | US22 (15 Wo.)US | Rock1 (16 Wo.)Rock | Erstveröffentlichung: 6. Juni 1990                                  |
| 1993                                                                                                 | Livin’ on the Edge Get a Grip                                                     | — | — | CH21 (10 Wo.)CH | UK19 (4 Wo.)UK | US18 (20 Wo.)US | Rock1 (20 Wo.)Rock | Erstveröffentlichung: 22. März 1993                                 |
| 1993                                                                                                 | Eat the Rich Get a Grip                                                           | — | — | — | UK34 (3 Wo.)UK | — | Rock5 (18 Wo.)Rock | Erstveröffentlichung: 17. April 1993                                |
| 1993                                                                                                 | Cryin’ Get a Grip                                                                 | DE7 Gold · (20 Wo.)DE | AT5 (14 Wo.)AT | CH4 (21 Wo.)CH | UK17 Silber · (6 Wo.)UK | US12 Gold · (26 Wo.)US | Rock1 (20 Wo.)Rock | Erstveröffentlichung: 20. Juni 1993 Verkäufe: + 1.005.000           |
| 1993                                                                                                 | Amazing Get a Grip                                                                | DE28 (10 Wo.)DE | AT27 (3 Wo.)AT | CH16 (11 Wo.)CH | UK57 (3 Wo.)UK | US24 (21 Wo.)US | Rock3 (24 Wo.)Rock | Erstveröffentlichung: 22. November 1993                             |
| 1994                                                                                                 | Crazy Get a Grip                                                                  | DE43 (10 Wo.)DE | — | CH28 (12 Wo.)CH | UK23 Silber · (4 Wo.)UK | US17 (23 Wo.)US | Rock7 (14 Wo.)Rock | Erstveröffentlichung: 3. Mai 1994 Verkäufe: + 340.000               |
| 1994                                                                                                 | Shut Up and Dance Get a Grip                                                      | — | — | — | UK24 (4 Wo.)UK | — | — | Erstveröffentlichung: Juni 1994                                     |
| 1994                                                                                                 | Blind Man Big Ones                                                                | DE89 (3 Wo.)DE | — | — | — | US48 (14 Wo.)US | Rock3 (16 Wo.)Rock | Erstveröffentlichung: 19. Oktober 1994                              |
| 1995                                                                                                 | Walk on Water Big Ones                                                            | — | — | — | — | — | Rock16 (7 Wo.)Rock | Erstveröffentlichung: 1995                                          |
| 1997                                                                                                 | Falling in Love (Is Hard on the Knees) Nine Lives                                 | DE40 (9 Wo.)DE | AT35 (3 Wo.)AT | CH22 (10 Wo.)CH | UK22 (6 Wo.)UK | US35 Gold · (15 Wo.)US | Rock1 (26 Wo.)Rock | Erstveröffentlichung: 11. Februar 1997 Verkäufe: + 500.000          |
| 1997                                                                                                 | Hole in My Soul Nine Lives                                                        | DE75 (9 Wo.)DE | — | — | UK29 (2 Wo.)UK | US51 (11 Wo.)US | Rock4 (17 Wo.)Rock | Erstveröffentlichung: 26. Mai 1997                                  |
| 1997                                                                                                 | Pink Nine Lives                                                                   | DE81 (8 Wo.)DE | — | — | UK13 (8 Wo.)UK | US27 Gold · (12 Wo.)US | Rock1 (29 Wo.)Rock | Erstveröffentlichung: 10. November 1997 Verkäufe: + 500.000         |
| 1998                                                                                                 | Taste of India Nine Lives                                                         | — | — | — | — | — | Rock3 (19 Wo.)Rock | Erstveröffentlichung: 29. Januar 1998                               |
| 1998                                                                                                 | I Don’t Want to Miss a Thing Armageddon: The Album                                | DE1 Platin · (24 Wo.)DE | AT1 Gold · (19 Wo.)AT | CH1 Platin · (27 Wo.)CH | UK4 ×4Vierfachplatin · (64 Wo.)UK | US1 ×5Platin (Physisch) + Fünffachplatin (Digital) · (40 Wo.)US                                                                          | Rock4 (24 Wo.)Rock | Erstveröffentlichung: 1. Juli 1998 Verkäufe: + 10.000.000           |
| 1999                                                                                                 | Full Circle Nine Lives                                                            | — | — | — | — | — | — | Erstveröffentlichung: 19. Juni 1999                                 |
| 2000                                                                                                 | Jaded Just Push Play                                                              | DE48 (7 Wo.)DE | AT47 (8 Wo.)AT | CH30 (11 Wo.)CH | UK13 (12 Wo.)UK | US7 Gold · (21 Wo.)US | Rock1 (26 Wo.)Rock | Erstveröffentlichung: 21. Dezember 2000 Verkäufe: + 500.000         |
| 2001                                                                                                 | Fly Away from Here Just Push Play                                                 | — | — | CH94 (1 Wo.)CH | — | — | — | Erstveröffentlichung: 2. Juni 2001                                  |
| 2002                                                                                                 | Girls of Summer O, Yeah! Ultimate Aerosmith Hits                                  | — | — | — | — | — | Rock25 (11 Wo.)Rock | Erstveröffentlichung: 22. August 2002                               |
| 2006                                                                                                 | Devil’s Got a New Disguise Devil’s Got a New Disguise: The Very Best of Aerosmith | — | — | — | — | — | Rock15 (15 Wo.)Rock | Erstveröffentlichung: 11. Oktober 2006                              |
| 2012                                                                                                 | Legendary Child Music from Another Dimension!                                     | — | — | — | — | — | Rock17 (15 Wo.)Rock | Erstveröffentlichung: 24. Mai 2012                                  |
| 2012                                                                                                 | Lover Alot Music from Another Dimension!                                          | — | — | — | — | — | Rock31 (9 Wo.)Rock | Erstveröffentlichung: 22. August 2012                               |
| 2013                                                                                                 | Can’t Stop Lovin’ You Music from Another Dimension!                               | — | — | — | — | — | — | Erstveröffentlichung: 6. April 2013 feat. Carrie Underwood          |
| Folgende Lieder erschienen nicht als Single, erreichten aber durch Radio-Airplay die US-Rock-Charts: |                                                                                   | | | | | | |                                                                     |
| |                                                                                   | | | | | | |                                                                     |
| 1982                                                                                                 | Lightning Strikes Rock in a Hard Place                                            | — | — | — | — | — | Rock21 (9 Wo.)Rock |                                                                     |
| 1987                                                                                                 | Hangman Jury Permanent Vacation                                                   | — | — | — | — | — | Rock14 (12 Wo.)Rock |                                                                     |
| 1988                                                                                                 | Magic Touch Permanent Vacation                                                    | — | — | — | — | — | Rock42 (4 Wo.)Rock |                                                                     |
| 1988                                                                                                 | Rocking Pneumonia and the Boogie Woogie Flu Less Than Zero O.S.T.                 | — | — | — | — | — | Rock44 (2 Wo.)Rock |                                                                     |
| 1990                                                                                                 | Monkey on My Back Pump                                                            | — | — | — | — | — | Rock17 (9 Wo.)Rock |                                                                     |
| 1990                                                                                                 | Love Me Two Times Air America O.S.T.                                              | — | — | — | — | — | Rock27 (6 Wo.)Rock |                                                                     |
| 1991                                                                                                 | Helter Skelter Pandora’s Box                                                      | — | — | — | — | — | Rock21 (4 Wo.)Rock |                                                                     |
| 1994                                                                                                 | Deuces Are Wild Get a Grip                                                        | — | — | — | — | — | Rock1 (26 Wo.)Rock |                                                                     |
| 1997                                                                                                 | Nine Lives                                                                        | — | — | — | — | — | Rock37 (1 Wo.)Rock |                                                                     |

grau schraffiert: keine Chartdaten aus diesem Jahr verfügbar

### Als Gastmusiker
| Jahr | Titel Album                | Höchstplatzierung, Gesamtwochen, AuszeichnungChartplatzierungen (Jahr, Titel, Album, Platzierungen, Wochen, Auszeichnungen, Anmerkungen) | Höchstplatzierung, Gesamtwochen, AuszeichnungChartplatzierungen (Jahr, Titel, Album, Platzierungen, Wochen, Auszeichnungen, Anmerkungen) | Höchstplatzierung, Gesamtwochen, AuszeichnungChartplatzierungen (Jahr, Titel, Album, Platzierungen, Wochen, Auszeichnungen, Anmerkungen) | Höchstplatzierung, Gesamtwochen, AuszeichnungChartplatzierungen (Jahr, Titel, Album, Platzierungen, Wochen, Auszeichnungen, Anmerkungen) | Höchstplatzierung, Gesamtwochen, AuszeichnungChartplatzierungen (Jahr, Titel, Album, Platzierungen, Wochen, Auszeichnungen, Anmerkungen) | Höchstplatzierung, Gesamtwochen, AuszeichnungChartplatzierungen (Jahr, Titel, Album, Platzierungen, Wochen, Auszeichnungen, Anmerkungen) | Anmerkungen                                                                      |
| Jahr | Titel Album                | DE | AT | CH | UK | US | Rock | Anmerkungen                                                                      |
| ---- | -------------------------- | --- | --- | --- | --- | --- | --- | -------------------------------------------------------------------------------- |
| 1986 | Walk This Way Raising Hell | DE13 Gold · (13 Wo.)DE | AT26 (2 Wo.)AT | CH9 (7 Wo.)CH | UK8 Platin · (10 Wo.)UK | US4 (16 Wo.)US | — | Erstveröffentlichung: Juli 1986 Verkäufe: + 1.010.000 Run-D.M.C. feat. Aerosmith |

grau schraffiert: keine Chartdaten aus diesem Jahr verfügbar

## Videoalben und Musikvideos

### Videoalben
| Jahr | Titel                            | Höchstplatzierung, Gesamtwochen, AuszeichnungChartplatzierungen (Jahr, Titel, Platzierungen, Wochen, Auszeichnungen, Anmerkungen) | Höchstplatzierung, Gesamtwochen, AuszeichnungChartplatzierungen (Jahr, Titel, Platzierungen, Wochen, Auszeichnungen, Anmerkungen) | Höchstplatzierung, Gesamtwochen, AuszeichnungChartplatzierungen (Jahr, Titel, Platzierungen, Wochen, Auszeichnungen, Anmerkungen) | Höchstplatzierung, Gesamtwochen, AuszeichnungChartplatzierungen (Jahr, Titel, Platzierungen, Wochen, Auszeichnungen, Anmerkungen) | Höchstplatzierung, Gesamtwochen, AuszeichnungChartplatzierungen (Jahr, Titel, Platzierungen, Wochen, Auszeichnungen, Anmerkungen) | Anmerkungen                                                           |
| Jahr | Titel                            | DE | AT | CH | UK | US | Anmerkungen                                                           |
| ---- | -------------------------------- | --- | --- | --- | --- | --- | --------------------------------------------------------------------- |
| 1987 | Aerosmith Video Scrapbook        | — | — | — | UK28 (2 Wo.)UK | US— GoldUS | Erstveröffentlichung: 1987 Verkäufe: + 50.000; Charteinstieg UK: 1994 |
| 1987 | Permanent Vacation 3×5           | — | — | — | — | US— GoldUS | Erstveröffentlichung: 1987 Verkäufe: + 50.000                         |
| 1988 | Live Texxas Jam ’78              | — | — | — | UK45 (2 Wo.)UK | US— GoldUS | Erstveröffentlichung: 1988 Verkäufe: + 50.000; Charteinstieg UK: 1998 |
| 1990 | Things That Go Pump in the Night | — | — | — | — | US— PlatinUS | Erstveröffentlichung: 1990 Verkäufe: + 100.000                        |
| 1994 | Big Ones You Can Look At         | — | — | — | UK7 Gold · (48 Wo.)UK | US— GoldUS | Erstveröffentlichung: 1994 Verkäufe: + 133.000                        |
| 2004 | You Gotta Move                   | — | — | — | UK14 Gold · (11 Wo.)UK | US— ×4VierfachplatinUS | Erstveröffentlichung: 23. November 2004 Verkäufe: + 440.000           |
| 2015 | Rocks Donington 2014             | — | AT3 (3 Wo.)AT | CH2 (5 Wo.)CH | UK1 (14 Wo.)UK | — | Erstveröffentlichung: 4. September 2015                               |

### Musikvideos
| Jahr | Titel                                  | Regie                       |
| ---- | -------------------------------------- | --------------------------- |
| 1978 | Chip Away the Stone                    | Arnold Levine               |
| 1979 | No Surprize                            | Arnold Levine               |
| 1979 | Chiquita                               | Arnold Levine               |
| 1982 | Lightning Strikes                      | Arnold Levine               |
| 1985 | Let the Music Do the Talking           | Jerry Kramer                |
| 1986 | Walk This Way                          | Jon Small                   |
| 1987 | Dude (Looks Like a Lady)               | Marty Callner               |
| 1988 | Angel                                  | Marty Callner               |
| 1988 | Rag Doll                               | Marty Callner               |
| 1989 | Love in an Elevator                    | Marty Callner               |
| 1989 | Janie’s Got a Gun                      | David Fincher               |
| 1990 | What it Takes (2 Versionen)            | Keith Garde, Martin Torgoff |
| 1990 | The Other Side                         | Marty Callner               |
| 1991 | Dream On                               | Marty Callner               |
| 1991 | Sweet Emotion                          | Marty Callner               |
| 1993 | Livin’ on the Edge                     | Marty Callner               |
| 1993 | Eat the Rich                           | Greg Vernon                 |
| 1993 | Cryin’                                 | Marty Callner               |
| 1993 | Amazing                                | Marty Callner               |
| 1994 | Crazy                                  | Marty Callner               |
| 1994 | Blind Man                              | Marty Callner               |
| 1994 | Deuces are Wild                        |                             |
| 1995 | Walk on Water                          | Mick Haggerty               |
| 1997 | Falling in Love (Is Hard on the Knees) | Michael Bay                 |
| 1997 | Hole in My Soul                        | Andy Morahan                |
| 1997 | Pink                                   | Doug Nichol                 |
| 1998 | I Don’t Want to Miss a Thing           | Francis Lawrence            |
| 1998 | Full Circle                            |                             |
| 2000 | Jaded                                  | Francis Lawrence            |
| 2001 | Fly Away from Here                     | Joseph Kahn                 |
| 2001 | Sunshine                               | Samuel Bayer                |
| 2002 | Girls of Summer                        | David Meyers                |
| 2003 | Lizard Love                            | Jim Gable                   |
| 2004 | Baby, Please Don’t Go                  | Mark Haefeli                |
| 2012 | Legendary Child                        | Casey Patrick Tebo          |

## Boxsets
- 1991: Pandora’s Box
- 1991: 10 CD Box
- 1994: Box of Fire (US: Gold)
- 2005: Chronicles

## Promoveröffentlichungen
Promo-Singles

| Jahr | Titel Album                                             | Höchstplatzierung, Gesamtwochen, AuszeichnungChartplatzierungen (Jahr, Titel, Album, Platzierungen, Wochen, Auszeichnungen, Anmerkungen) | Höchstplatzierung, Gesamtwochen, AuszeichnungChartplatzierungen (Jahr, Titel, Album, Platzierungen, Wochen, Auszeichnungen, Anmerkungen) | Höchstplatzierung, Gesamtwochen, AuszeichnungChartplatzierungen (Jahr, Titel, Album, Platzierungen, Wochen, Auszeichnungen, Anmerkungen) | Höchstplatzierung, Gesamtwochen, AuszeichnungChartplatzierungen (Jahr, Titel, Album, Platzierungen, Wochen, Auszeichnungen, Anmerkungen) | Höchstplatzierung, Gesamtwochen, AuszeichnungChartplatzierungen (Jahr, Titel, Album, Platzierungen, Wochen, Auszeichnungen, Anmerkungen) | Höchstplatzierung, Gesamtwochen, AuszeichnungChartplatzierungen (Jahr, Titel, Album, Platzierungen, Wochen, Auszeichnungen, Anmerkungen) | Anmerkungen                              |
| Jahr | Titel Album                                             | DE | AT | CH | UK | US | Rock | Anmerkungen                              |
| ---- | ------------------------------------------------------- | --- | --- | --- | --- | --- | --- | ---------------------------------------- |
| 1982 | Bitch’s Brew Rock in a Hard Place                       | — | — | — | — | — | — | Erstveröffentlichung: 1982               |
| 1985 | My Fist Your Face Pump                                  | — | — | — | — | — | — | Erstveröffentlichung: 1985               |
| 1986 | Done With Mirrors Pump                                  | — | — | — | — | — | — | Erstveröffentlichung: 1986               |
| 1989 | F.I.N.E. Pump                                           | — | — | — | — | — | Rock14 (9 Wo.)Rock | Erstveröffentlichung: 1989               |
| 1993 | Fever Get a Grip                                        | — | — | — | — | — | Rock5 (10 Wo.)Rock | Erstveröffentlichung: 1993               |
| 1998 | What Kind of Love Are You On Armageddon: The Album      | — | — | — | — | — | Rock4 (22 Wo.)Rock | Erstveröffentlichung: 1998               |
| 2000 | Angel’s Eye Charlie’s Angels O.S.T.                     | — | — | — | — | — | Rock4 (14 Wo.)Rock | Erstveröffentlichung: 25. September 2000 |
| 2001 | Just Push Play                                          | — | — | — | — | — | Rock10 (15 Wo.)Rock | Erstveröffentlichung: 2001               |
| 2001 | Sunshine Just Push Play                                 | — | — | — | — | — | Rock23 (10 Wo.)Rock | Erstveröffentlichung: 2001               |
| 2004 | Baby, Please Don’t Go Honkin’ on Bobo                   | — | — | — | — | — | Rock7 (18 Wo.)Rock | Erstveröffentlichung: 9. März 2004       |
| 2012 | What Could Have Been Love Music From Another Dimension! | — | — | — | — | — | — | Erstveröffentlichung: 2012               |

grau schraffiert: keine Chartdaten aus diesem Jahr verfügbar

## Sonderveröffentlichungen
Kompilationen
- 2000: Classic Aerosmith: The Universal Masters Collection (Teil der Reihe The Universal Masters Collection)

## Statistik

### Chartauswertung
|                     | DE     | AT     | CH     | UK     | US     |
| ------------------- | ------ | ------ | ------ | ------ | ------ |
| Nummer-eins-Alben   | DE—DE  | AT—AT  | CH1CH  | UK—UK  | US2US  |
| Top-10-Alben        | DE5DE  | AT4AT  | CH7CH  | UK6UK  | US9US  |
| Alben in den Charts | DE12DE | AT10AT | CH16CH | UK14UK | US29US |

|                       | DE     | AT    | CH    | UK     | US     | Rock       |
| --------------------- | ------ | ----- | ----- | ------ | ------ | ---------- |
| Nummer-eins-Singles   | DE1DE  | AT1AT | CH1CH | UK—UK  | US1US  | Rock9Rock  |
| Top-10-Singles        | DE2DE  | AT2AT | CH3CH | UK2UK  | US8US  | Rock24Rock |
| Singles in den Charts | DE10DE | AT6AT | CH9CH | UK19UK | US29US | Rock44Rock |

|                          | DE    | AT    | CH    | UK    | US    |
| ------------------------ | ----- | ----- | ----- | ----- | ----- |
| Nummer-eins-Videoalben   | DE—DE | AT—AT | CH—CH | UK1UK | US—US |
| Top-10-Videoalben        | DE—DE | AT1AT | CH1CH | UK2UK | US—US |
| Videoalben in den Charts | DE—DE | AT1AT | CH1CH | UK5UK | US—US |

### Auszeichnungen für Musikverkäufe
| Land/RegionAuszeichnungen für Musikverkäufe (Land/Region, Auszeichnungen, Verkäufe, Quellen) | Silber     | Gold       | Platin         | Diamant     | Verkäufe    | Quellen                                                        |
| -------------------------------------------------------------------------------------------- | ---------- | ---------- | -------------- | ----------- | ----------- | -------------------------------------------------------------- |
| Argentinien (CAPIF)                                                                          | —          | 2× Gold2   | 13× Platin13   | —           | 518.000     | capif.org.ar AR2                                               |
| Australien (ARIA)                                                                            | —          | 2× Gold2   | 6× Platin6     | —           | 435.000     | aria.com.au                                                    |
| Belgien (BRMA)                                                                               | —          | —          | 2× Platin2     | —           | 100.000     | ultratop.be                                                    |
| Brasilien (PMB)                                                                              | —          | 5× Gold5   | Platin1        | —           | 630.000     | pro-musicabr.org.br                                            |
| Chile (IFPI)                                                                                 | —          | —          | Platin1        | —           | 25.000      | Einzelnachweise                                                |
| Dänemark (IFPI)                                                                              | —          | Gold1      | 6× Platin6     | —           | 375.000     | ifpi.dk                                                        |
| Deutschland (BVMI)                                                                           | —          | 6× Gold6   | 2× Platin2     | —           | 2.500.000   | musikindustrie.de                                              |
| Europa (IFPI)                                                                                | —          | —          | 2× Platin2     | —           | (2.000.000) | ifpi.org (Memento vom 1. Januar 2014 im Internet Archive)      |
| Finnland (IFPI)                                                                              | —          | 2× Gold2   | Platin1        | —           | 101.722     | ifpi.fi                                                        |
| Frankreich (SNEP)                                                                            | Silber1    | Gold1      | —              | —           | 225.000     | infodisc.fr snepmusique.com                                    |
| Griechenland (IFPI)                                                                          | —          | Gold1      | —              | —           | 10.000      | Einzelnachweise                                                |
| Hongkong (IFPI/HKRIA)                                                                        | —          | Gold1      | —              | —           | 10.000      | Einzelnachweise                                                |
| Indonesien (ASIRI)                                                                           | —          | Gold1      | —              | —           | 25.000      | Einzelnachweise                                                |
| Irland (IRMA)                                                                                | —          | —          | Platin1        | —           | 15.000      | irishcharts.ie                                                 |
| Israel (IFPI)                                                                                | —          | Gold1      | —              | —           | 20.000      | Einzelnachweise                                                |
| Italien (FIMI)                                                                               | —          | Gold1      | 3× Platin3     | —           | 220.000     | fimi.it                                                        |
| Japan (RIAJ)                                                                                 | —          | 5× Gold5   | 12× Platin12   | —           | 2.900.000   | riaj.or.jp JP2                                                 |
| Kanada (MC)                                                                                  | —          | 5× Gold5   | 30× Platin30   | Diamant1    | 4.150.000   | musiccanada.com                                                |
| Mexiko (AMPROFON)                                                                            | —          | 3× Gold3   | —              | —           | 230.000     | amprofon.com.mx                                                |
| Neuseeland (RMNZ)                                                                            | —          | 6× Gold6   | 12× Platin12   | —           | 372.500     | aotearoamusiccharts.co.nz NZ2 NZ3                              |
| Niederlande (NVPI)                                                                           | —          | 2× Gold2   | Platin1        | —           | 200.000     | nvpi.nl                                                        |
| Norwegen (IFPI)                                                                              | —          | Gold1      | 3× Platin3     | —           | 130.000     | ifpi.no (Memento vom 5. November 2012 im Internet Archive)     |
| Österreich (IFPI)                                                                            | —          | 3× Gold3   | Platin1        | —           | 125.000     | ifpi.at                                                        |
| Philippinen (PARI)                                                                           | —          | —          | Platin1        | —           | 40.000      | Einzelnachweise                                                |
| Polen (ZPAV)                                                                                 | —          | 2× Gold2   | —              | —           | 100.000     | olis.pl                                                        |
| Portugal (AFP)                                                                               | —          | —          | 2× Platin2     | —           | 50.000      | Einzelnachweise                                                |
| Schweden (IFPI)                                                                              | —          | —          | 6× Platin6     | —           | 460.000     | ifpi.se                                                        |
| Schweiz (IFPI)                                                                               | —          | Gold1      | 3× Platin3     | —           | 170.000     | hitparade.ch                                                   |
| Spanien (Promusicae)                                                                         | —          | 4× Gold4   | 5× Platin5     | —           | 500.000     | elportaldemusica.es                                            |
| Taiwan (RIT)                                                                                 | —          | Gold1      | —              | —           | 25.000      | Einzelnachweise                                                |
| Thailand (TECA)                                                                              | —          | Gold1      | —              | —           | 25.000      | Einzelnachweise                                                |
| Uruguay (CUD)                                                                                | —          | Gold1      | —              | —           | 3.000       | cudisco.org (Memento vom 9. Dezember 2004 im Internet Archive) |
| Vereinigte Staaten (RIAA)                                                                    | —          | 16× Gold16 | 76× Platin76   | Diamant1    | 87.700.000  | riaa.com                                                       |
| Vereinigtes Königreich (BPI)                                                                 | 5× Silber5 | 10× Gold10 | 10× Platin10   | —           | 6.970.000   | bpi.co.uk                                                      |
| Insgesamt                                                                                    | 6× Silber6 | 85× Gold85 | 200× Platin200 | 2× Diamant2 |             |                                                                |